# Gare d’Ussel
Gare d’Ussel vasútállomás Franciaországban, Ussel településen.

## Vasútvonalak
Az állomást az alábbi vasútvonalak érintik:
- Palais-Eygurande-Merlines-vasútvonal
- Busseau-sur-Creuse–Ussel-vasútvonal

## Kapcsolódó állomások
A vasútállomáshoz az alábbi állomások vannak a legközelebb:
- Gare de Meymac